# H. G. Wells (cràter)

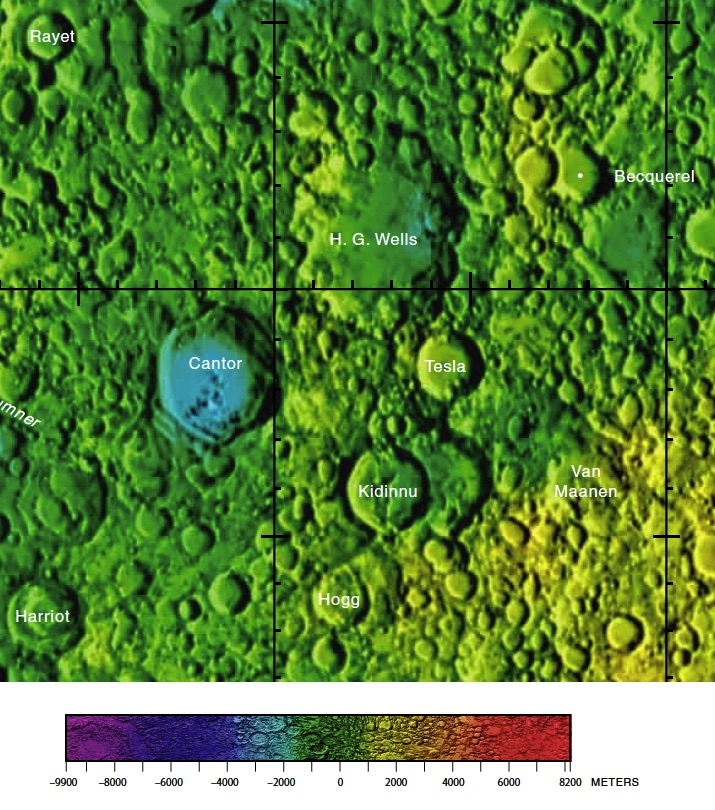
Localització del cràter H. G. Wells

H. G. Wells és un cràter d'impacte lunar, localitzat a la cara oculta de la Lluna, darrere de la seua vora nord. Jeu al sud del cràter Millikan, i al nord-est de Cantor. Cap al sud-oest s'hi troba el petit cràter Tesla.
Aquesta gran formació de més de 100 km d'ample és notable per l'estat del seu anell exterior. Poc o gens roman de la seva vora, perquè ha estat erosionat per col·lisions posteriors. El cràter està envoltat per una multitud de valls i massissos, restes de la seva paret. El seu interior està marcat per una multitud de petits cràters.
El seu nom és un homenatge a l'escriptor de ciència-ficció britànic H. G. Wells.

## Cràters satèl·lit
Per les característiques de la síntesi de la convenció són identificades en mapes lunars posant la lletra en el costat del punt central del cràter si està més prop d'H. G. Wells.
|             | \| H. G. Wells \| Coordenades \| Diàmetre \| \| ----------- \| -------------------------------------- \| -------- \| \| X \| 40° 42′ N, 122° 48′ E / 40.7°N,122.8°E \| 114 km \| |          |
| H. G. Wells | Coordenades | Diàmetre |
| X           | 40° 42′ N, 122° 48′ E / 40.7°N,122.8°E | 114 km   |

### Altres referències
- (WGPSN), IAU Working Group for Planetary System Nomenclature. «Gazetteer of Planetary Nomenclature. 1:1 Million-Scale Maps of the Moon» (en anglès).  UAI / USGS, 13-02-2013. [Consulta: 6 abril 2016].
- Andersson, L. E.; Whitaker, E. A.,. NASA Catalogue of Lunar Nomenclature (en anglès).  NASA RP-1097, 1982.
- Blue, Jennifer. «Gazetteer of Planetary Nomenclature» (en anglès).  USGS, 25-07-2007. [Consulta: 2 gener 2012].
- Bussey, B.; Spudis, P.. The Clementine Atlas of the Moon (en anglès).  Nueva York: Cambridge University Press, 2004. ISBN 0-521-81528-2.
- Cocks, Elijah E.; Cocks, Josiah C.. Who's Who on the Moon: A Biographical Dictionary of Lunar Nomenclature (en anglès).  Tudor Publishers, 1995. ISBN 0-936389-27-3.
- McDowell, Jonathan. «Lunar Nomenclature» (en anglès).   Jonathan's Space Report, 15-07-2007. [Consulta: 2 gener 2012].
- Menzel, D. H.; Minnaert, M.; Levin, B.; Dollfus, A.; Bell, B. «Report on Lunar Nomenclature by The Working Group of Commission 17 of the IAU» (en anglès). Space Science Reviews, 12, 1971, pàg. 136.
- Moore, Patrick. On the Moon (en anglès).  Sterling Publishing Co, 2001. ISBN 0-304-35469-4.
- Price, Fred W. The Moon Observer's Handbook (en anglès).  Cambridge University Press, 1988. ISBN 0521335000.
- Rükl, Antonín. Atlas of the Moon (en anglès).  Kalmbach Books, 1990. ISBN 0-913135-17-8.
- Webb, Rev. T. W.. Celestial Objects for Common Telescopes, 6ª edición revisada (en anglès).  Dover, 1962. ISBN 0-486-20917-2.
- Whitaker, Ewen A. Mapping and Naming the Moon (en anglès).  Cambridge University Press, 2003. 978-0-521-54414-6.
- Wlasuk, Peter T. Observing the Moon (en anglès).  Springer, 2000. ISBN 1-85233-193-3.